# Donna Corcoran
Donna Corcoran est une actrice américaine née le 29 septembre 1942  à Quincy, dans l'État du Massachusetts, aux États-Unis.

## Filmographie partielle
- 1951 : Angels in the Outfield de Clarence Brown
- 1952 : Un garçon entreprenant (Young Man with Ideas) de Mitchell Leisen
- 1952 : Une vedette disparaît de Stanley Donen
- 1952 : Troublez-moi ce soir de Roy Ward Baker
- 1952 : La Première Sirène de Mervyn LeRoy
- 1953 : Vicky de Jean Negulesco
- 1953 : Traversons la Manche de Charles Walters
- 1955 : Les Contrebandiers de Moonfleet de Fritz Lang